# Classe Beograd
A classe Beograd de contratorpedeiros consistia em três navios construídos para a Marinha Real Jugoslava no final da década de 1930, uma variante da classe Bourrasque francesa. O primeiro navio, o Beograd, foi construído na França e o restantes, o Zagreb e o Ljubljana foram construídos no Reino da Jugoslávia. Em janeiro de 1940, o Ljubljana atingiu um recife no porto de Šibenik e ainda estava em reparos quando a invasão do Eixo na Jugoslávia começou em abril de 1941. Durante a invasão, o Zagreb foi afundado para evitar a sua captura, e os outros dois navios foram capturados pelos italianos. A Marinha Real Italiana operou o Beograd e o Ljubljana como escoltas de comboio marítimos entre a Itália, o Mar Egeu e o Norte de África, sob os nomes Sebenico e Lubiana, respectivamente. O Lubiana foi perdido no Golfo de Tunes em abril de 1943; o Sebenico foi capturado pelos alemães em setembro de 1943 após a rendição italiana e posteriormente operado pela Kriegsmarine como TA43. Os relatos não apresentam um consenso sobre o destino do TA43, apenas que foi perdido nas semanas finais da guerra.
Em 1967, foi feito um filme francês sobre o naufrágio do Zagreb. Em 1973, o presidente da Jugoslávia e líder guerrilheiro do tempo da guerra, Josip Broz Tito, premiou postumamente os dois oficiais que afundaram o Zagreb com a Ordem do Herói do Povo.

## Antecedentes
Após o fim do Império Austro-Húngaro no final da Primeira Guerra Mundial, foi criado o Reino dos Sérvios, Croatas e Eslovenos (RSCE). A Áustria-Hungria transferiu os navios da antiga Marinha Austro-Húngara para a nova nação. O Reino da Itália não gostou da transferência e convenceu os Aliados a dividir os navios austro-húngaros entre as potências vitoriosas. Como resultado, as únicas embarcações marítimas modernas deixadas para o RSCE foram 12 torpedeiros, e o novo reino teve que construir as suas forças navais quase do zero.
O nome do estado foi mudado para Reino da Jugoslávia em 1929. No início dos anos 1930, a Marinha Real Jugoslava (KM) buscou o conceito de líder de flotilha, que envolvia a construção de grandes contratorpedeiros semelhantes aos contratorpedeiros da Marinha Real da classe V e W da Primeira Guerra Mundial, e baseou-se na experiência da Marinha Francesa durante a Campanha do Adriático. Na Marinha Francesa entre guerras, esses navios foram planeados para operar com contratorpedeiros menores, ou como meias flotilhas de três navios. A Marinha Real Jugoslava decidiu construir três desses líderes de flotilha, navios que poderiam atingir altas velocidades e teriam longa resistência. A exigência de resistência refletia os planos jugoslavos de posicionar os navios no Mediterrâneo central, onde eles seriam capazes de operar ao lado dos navios de guerra franceses e britânicos. Isso resultou na construção do contratorpedeiro Dubrovnik em 1930–1931. Logo após ter sido encomendado, o início da Grande Depressão significou que apenas um navio da planeada meia flotilha foi construído.
Apesar do facto de que outros dois grandes contratorpedeiros planeados não seriam construídos, a ideia de que o Dubrovnik pudesse operar com vários contratorpedeiros menores persistiu. Em 1934, impulsionado por um crédito especial de 500 milhões de dinares para um programa de ampliação e modernização, a KM decidiu adquirir três desses contratorpedeiros para operar numa divisão naval liderada pelo Dubrovnik. A classe Beograd era uma variante da classe francesa Bourrasque, que tinha uma forte bateria principal dificultada por uma baixa cadência de tiro e combinada com um fraco set de armas antisubmarino. O projeto francês também era pesado na parte superior e a seção dianteira do casco era muito estreita, resultando num castelo de proa molhado em qualquer estado do mar. Essas características eram combinadas com resistência limitada.
O nome do navio da classe, Beograd, foi construído pela empresa Ateliers et Chantiers de la Loire em Nantes, França, enquanto os demais navios da classe, Zagreb e Ljubljana, foram construídos pela Jadranska brodogradilišta em Split, na Jugoslávia, sob supervisão francesa. Mais dois navios da classe foram planeados, mas não construídos. O estaleiro Jadranska brodogradilišta em Kraljevica foi responsável pela construção e entrega das caldeiras e outras máquinas.

## Descrição e construção
Os navios tinham um comprimento total de 98 metros, uma boca de 9,45 metros, e um calado normal de 3,18 metros. O seu deslocamento padrão era de 1210 toneladas, aumentando para 1655 toneladas com carga total. O Beograd era alimentado por turbinas a vapor Curtis, e o Zagreb e o Ljubljana usavam turbinas a vapor Parsons. Independentemente das turbinas utilizadas, elas acionavam duas hélices, usando vapor gerado por três caldeiras de tubos de água Yarrow. As suas turbinas foram avaliadas em 30 000–33 000 kW e foram projetadas para impulsionar os navios a uma velocidade máxima de 38–39 nós, ou 70–72 quilómetros por hora, embora só tenham conseguido atingir uma velocidade máxima prática de 35 nós, ou 65 km/h, em serviço. Carregavam 120 toneladas de óleo combustível, o que lhes dava um raio de ação de 1900 quilómetros. As suas tripulações consistiam em 145 pessoas, incluindo oficiais e praças.
O armamento principal consistia em quatro canhões de superdisparo Škoda L/46 de 120 milímetros  em montagens únicas, dois à frente da superestrutura e dois à ré, protegidos por escudos de canhão. O armamento secundário consistia em quatro canhões antiaéreos Škoda L/67 de 40 milímetros em dois suportes de canhões duplos, localizados em ambos os lados do convés do abrigo de popa. Os navios também foram equipados com duas montagens triplas de tubos de torpedos de 550 milímetros e duas metralhadoras. Os seus sistemas de controlo de fogo foram fornecidos pela empresa holandesa de Hazemayer. Pela especificação da sua construção, os navios também podiam carregar 30 minas navais.

## Navios
| Navio     | Construtor                                | Batimento da quilha | Lançado                | Comissionado        | Destino |
| --------- | ----------------------------------------- | ------------------- | ---------------------- | ------------------- | --- |
| Beograd   | Ateliers et Chantiers de la Loire, Nantes | 1936                | 23 de dezembro de 1937 | 28 de abril de 1939 | - Capturado pela Itália, a 17 de abril de 1941, renomeado Sebenico - Capturado pelos alemães em 1943, renomeado TA43 - Afundado a 30 de abril ou 1 de maio de 1945 |
| Zagreb    | Jadranska brodogradilišta, Split          | 1936                | 30 de março de 1938    | agosto de 1939      | - Destruído a 17 de abril de 1941 |
| Ljubljana | Jadranska brodogradilišta, Split          | 1936                | 28 de junho de 1938    | dezembro de 1939    | - Capturado pela Itália a 17 de abril de 1941, renomeado Lubiana - Perdido a 1 de abril de 1943                                                                    |

## Serviço
Na época da eclosão da Segunda Guerra Mundial em setembro de 1939, apenas o Beograd e o Zagreb haviam sido comissionados, com o Ljubljana entrando em serviço três meses após o início da guerra. A sua única tarefa significativa antes da guerra foi realizada pelo Beograd em maio de 1939, e envolveu o transporte de uma grande parte da reserva de ouro da Jugoslávia para o Reino Unido. No dia 24 de janeiro de 1940, o Ljubljana colidiu com um recife no porto jugoslavo de Šibenik. A lateral do casco ficou rompida e, apesar dos esforços para colocar o navio no porto, ele afundou perto da costa e alguns tripulantes nadaram para um local seguro. Um membro da tripulação morreu e o capitão foi preso enquanto se aguardou por uma investigação.
Quando a Jugoslávia foi invadida pelas potências do Eixo a 6 de abril de 1941, o Beograd e o Zagreb foram alocados para a 1.ª Divisão de Torpedos na Baía de Kotor juntamente com o Dubrovnik, mas o Ljubljana ainda estava em reparos em Šibenik. A 9 de abril, o Beograd e outras embarcações receberam a tarefa de apoiar um ataque ao enclave italiano de Zara, na costa da Dalmácia, mas a linha naval do ataque foi abortada quando o Beograd sofreu danos no motor devido a quase ter sido atingidos por aeronaves italianas. A embarcação voltou para a Baía de Kotor para reparos. Mais tarde, o Beograd e o Ljubljana foram capturados no porto pelas forças italianas, a 17 de abril, mas, no mesmo dia, dois dos oficiais do Zagreb afundaram o navio para evitar a sua captura e foram mortos pelas explosões resultantes.
A serviço dos italianos, o Beograd e o Ljubljana foram reparados, rearmados e renomeados como Sebenico e Lubiana, respectivamente. O Sebenico foi comissionado na Marinha Real Italiana em agosto de 1941, e o Lubiana em outubro ou novembro de 1942. Ambos serviram principalmente como escoltas de comboios marítimos entre a Itália, o Egeu e o norte de África, com o Sebenico completando mais de 100 missões de escolta de comboios num período de dois anos. Nenhuma das embarcações esteve envolvida em qualquer ação notável. A 1 de abril de 1943, o Lubiana foi afundado na costa da Tunísia por aeronaves britânicas, ou encalhou no Golfo de Tunes. O Sebenico foi capturado pelos alemães em Veneza após o armistício italiano em setembro de 1943 numa condição danificada. O navio foi reparado, rearmado e renomeado como TA43, e entrou em serviço pela Kriegsmarine (Marinha Alemã). O TA43 serviu na escolta e na colocação de minas no norte do Mar Adriático, mas viu pouca ação. Uma fonte afirma que ele foi danificado por fogo de artilharia a 30 de abril de 1945 em Trieste e depois afundado, com outras sugerindo que ele foi afundado a 1 de maio.
Em 1967, um filme francês, Flammes sur l'Adriatique (Mar Adriático de Fogo) foi lançado, retratando o naufrágio do Zagreb e os eventos que levaram a ele. Em 1973, o presidente da Jugoslávia e líder guerrilheiro durante a guerra, Josip Broz Tito, concedeu postumamente a Ordem do Herói do Povo aos dois oficiais que afundaram o Zagreb.

### Livros
- Brescia, Maurizio (2012). Mussolini's Navy. Barnsley, South Yorkshire: Seaforth Publishing. ISBN 978-1-59114-544-8
- Brown, David (1995). Warship Losses of World War Two. Annapolis, Maryland: Naval Institute Press. ISBN 978-1-55750-914-7
- Campbell, John (1985). Naval Weapons of World War Two. Londres, Inglaterra: Conway Maritime Press. ISBN 978-0-85177-329-2
- Cernusch, Enrico; O'Hara, Vincent O. (2005). «The Star-Crossed Split». In:  Jordan, John. Warship 2005. Londres, Inglaterra: Conway Maritime Press. pp. 97–110. ISBN 978-1-84486-003-6
- Chesneau, Roger, ed. (1980). Conway's All the World's Fighting Ships, 1922–1946. Londres, Inglaterra: Conway Maritime Press. ISBN 978-0-85177-146-5
- Freivogel, Zvonimir (2020). Warships of the Royal Yugoslav Navy 1918–1945. Zagreb, Croatia: Despot Infinitus. ISBN 978-953-8218-72-9
- Hoptner, Jacob B. (1963). Yugoslavia in Crisis, 1934–1941. Nova Iorque, Nova Iorque: Columbia University Press. OCLC 310483760
- Jarman, Robert L., ed. (1997). Yugoslavia Political Diaries 1918–1965. 2. Slough, Berkshire: Archives Edition. ISBN 978-1-85207-950-5
- Lenton, H.T. (1975). German Warships of the Second World War. Londres, Inglaterra: Macdonald and Jane's. ISBN 978-0-356-04661-7
- Novak, Grga (2004). Jadransko more u sukobima i borbama kroz stoljeća [The Adriatic Sea in Conflicts and Battles Through the Centuries] (em croata). 2. Split, Croácia: Marjan tisak. ISBN 978-953-214-222-8
- O'Hara, Vincent (2013). The German Fleet at War, 1939–1945. Annapolis, Maryland: Naval Institute Press. ISBN 978-1-61251-397-3
- Preston, Antony; Jordan, John; Dent, Stephen (2005). Warship. Londres, Inglaterra: Conway Maritime Press
- Rohwer, Jürgen; Hümmelchen, Gerhard (1992). Chronology of the War at Sea 1939–1945: The Naval History of World War Two. Annapolis, Maryland: Naval Institute Press. ISBN 978-1-55750-105-9
- Whitley, M. J. (1988). Destroyers of World War Two: An International Encyclopedia. Annapolis, Maryland: Naval Institute Press. ISBN 978-0-87021-326-7

### Imprensa
- Freivogel, Zvonimir (2014). «From Glasgow to Genoa under Three Flags – The Yugoslav Flotilla Leader Dubrovnik» (PDF). Voennyi Sbornik. 4 (2): 83–88. Consultado em 25 de outubro de 2014. Arquivado do original (PDF) em 25 de outubro de 2014
- Freivogel, Zvonimir; Grobmeier, A. H. (2006). «Question 36/05: Armament of Yugoslav Destroyer Leader Split». Warship International. XLIII (4): 362. ISSN 0043-0374
- «Yugoslav Destroyer Hits Reef: Only One of Crew Lost». The Examiner. Launceston, Tasmania. 26 de janeiro de 1940. p. 1. Consultado em 29 de setembro de 2013

### Websites
- «Flammes sur l'Adriatique (1967) – Alexandre Astruc» [Adriatic Sea of Fire (1967) – Alexandre Astruc]. La Cinémathèque française. 2001. Consultado em 7 de novembro de 2016
- Luković, Siniša (2016). «"Zagreb" umire, "Zagreb" se ne predaje» ["Zagreb" is dying, "Zagreb" will not surrender]. Vijesti online. Vijesti. Consultado em 5 de novembro de 2016. Arquivado do original em 5 de novembro de 2016
- Niehorster, Dr. Leo (2016). «Balkan Operations Order of Battle Royal Yugoslavian Navy 6th April 1941». Dr. Leo Niehorster. Consultado em 4 de novembro de 2016
- «World War I and II». Maritime Museum of Montenegro. 2007. Consultado em 25 de setembro de 2013